# Blokpartij
Blokpartij heet een partij die in een communistische staat met de communistische partij samenwerkt. In het "blok" sluiten de blokpartijen zich aan bij de communistische partij. De communistische partij heeft in zo'n blok steeds de overhand. Voor de leden van een blokpartij kan het lidmaatschap attractief zijn voor de carrière in maatschappij en beroep zonder lid van de communistische partij te worden.

## Blokpartijen in de DDR

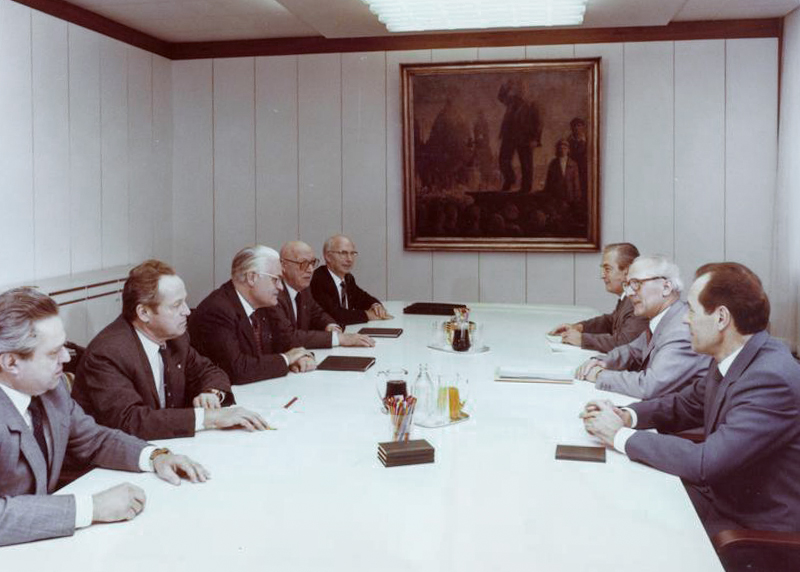
Bijeenkomst van de voorzitters van de blokpartijen op 10 december 1982, van links: Lothar Kolditz (president van de Nationalrat), Manfred Gerlach (LDPD), Gerald Götting (CDU), Heinrich Homann (NDPD), Ernst Mecklenburg (DBD), Waldemar Pilz, Erich Honecker en Joachim Herrmann (alle drie SED)

Het meest bekende blok was de Antifaschistisch-demokratischer Block (1945) in de Sovjet-bezettingszone in Duitsland. Later werd het blok onderdeel van het Nationaal Front in de DDR. In de DDR bepaalde het blok welke partij hoeveel zetels in de parlementen kreeg; de kiezer kreeg alleen een Einheitsliste van alle partijen en massa-organisaties te zien. Ofschoon ook de leidende communistische partij lid van het blok was heetten alleen de andere partijen "blokpartijen". Een bekend scheldwoord voor hen was "blokfluiten".
In 1945 hoorden bij het blok de volgende partijen:
- Kommunistische Partei Deutschlands (KPD), communisten
- Sozialdemokratische Partei Deutschlands (SPD), democratisch socialisten
- Christisch-Demokratische Union (CDU), christenen en conservatieven
- Liberaldemokratische Partei Deutschlands (LDP of LDPD), liberalen

In 1946 fuseerde de SPD in de Sovjet-bezettingszone onder druk van het Sovjet-bestuur over Duitsland (SMAD) met de KPD en ontstond de Sozialistische Einheitspartei Deutschlands (SED). In 1948 werden door de SED op initiatief van de SMAD twee nieuwe partijen opgericht om de aanhang van de burgerlijke partijen CDU en LDP weg te trekken: de DBD en de NDPD. Sindsdien waren de blokpartijen:
- SED
- CDU
- LDPD
- Demokratische Bauernpartei Deutschlands (DBD), boeren
- Nationaldemokratische Partei Deutschlands (NDPD), voor "kleine" leden van de Nationaalsocialistische Duitse Arbeiderspartij en voormalige soldaten

Bij het blok hoorden ook massa-organisaties, die de leidende rol van de SED aanvaardden. Vele van hun functionarissen waren lid van de SED: 
- Freier Deutscher Gewerkschaftsbund (FDGB), vakbond
- Freie Deutsche Jugend (FDJ), jongeren
- Kulturbund (KB), intellectuelen en hobbyisten
- Demokratischer Frauenbund Deutschlands (DFB), vrouwen
- Vereinigung der gegenseitigen Bauernhilfe (VdgB), boeren

Ná de Wende van 1989 bleven de partijen van het blok bestaan. De SED ontwikkelde zich uiteindelijk tot Die Linke, de andere partijen sloten zich aan bij een van de grote partijen van West-Duitsland: CDU en DBD bij de CDU, LDPD en NDPD bij de FDP.

## Blokpartijen in andere communistische landen
In de Sovjet-Unie en in sommige andere communistische staten bestond of bestaat maar één partij, de communistische. Andere communistische staten van het Oostblok hadden een bloksysteem net als de DDR, namelijk Bulgarije, Polen en Tsjecho-Slowakije.
De Volksrepubliek China kent naast de regerende communistische partij acht "democratische partijen". Ook in Vietnam en Noord-Korea zijn er partijen naast de communistische.

## Blokpartijen in niet-communistische landen

#### Australië
Sinds de jaren twintig van de twintigste eeuw is de belangrijkste centrumrechtse kracht in de Australische politiek op federaal niveau een alliantie van partijen die bekend staat als de Coalitie: oorspronkelijk bestond deze uit de Nationalistische Partij en de Australische Landpartij, maar momenteel omvat zij de opvolgers van deze partijen, de Liberale Partij van Australië en de Nationale Partij van Australië. De vorming van de Coalitie is ingegeven door de opkomst van de centrumlinkse Australische Arbeiderspartij, die de belangrijkste politieke tegenstander van de Coalitie blijft. De twee partijen van de Coalitie krijgen steun van verschillende bases, waarbij de Liberalen hun stemmen in de stedelijke gebieden krijgen en de Nationals hun stemmen in de landelijke gebieden winnen. De regelingen op staats- en territoriaal niveau variëren, van de fusie van staatsliberale en nationale partijen tot electorale allianties naar federaal model en, in het geval van West-Australië, een lossere relatie. 

#### Bulgarije
De BSP en andere linkse partijen in Bulgarije zijn sinds 1991 lid van de linkse verkiezingsalliantie Coalitie voor Bulgarije.

#### Duitsland
De Christelijk-Democratische Unie van Duitsland  neemt geen deel aan verkiezingen in Beieren, waar haar plaats wordt ingenomen door de wat conservatievere en katholiekere Christelijk-Sociale Unie in Beieren. Zij vormen een gemeenschappelijk CDU/CSU-blok in de Bondsdag.

#### Hong Kong
Het pro-democratische kamp in Hongkong heeft een verkiezingscoalitie opgericht bij lokale verkiezingen. Tenzij de coördinatie mislukt, zullen de partijen in het kamp niet tegen elkaar strijden bij lokale verkiezingen.

#### Hongarije
Christelijke Democratische Volkspartij is de coalitiepartner van de regerende partij Fidesz, en staat samen met Fidesz op een gezamenlijke kieslijst.

#### Mexico
In Mexico waren er tijdens de heerschappij van de Institutioneel Revolutionaire Partij (PRI, 1929-2000) de partidos paleros (satellietpartijen) Authentieke Partij van de Mexicaanse Revolutie en de Socialistische Volkspartij. Deze hielpen de PRI-regering om de schijn van een concurrerend democratisch systeem te wekken. In feite hebben beide satellietpartijen de regering volledig gesteund en de PRI-kandidaten voor het presidentschap van Mexico tot 1988 medegenomineerd.

#### Nieuw-Zeeland
ACT Nieuw-Zeeland, een rechtse libertaire partij, en United Future, een centristische partij, stellen hun leiders kandidaat in respectievelijk de kiesdistricten Epsom en Ōhāriu, die gewoonlijk worden gesteund door de Nationale Partij, haar leider en haar kandidaten in deze kiesdistricten. De parlementsleden van de minderheidspartijen krijgen vervolgens kabinetsposten aangeboden en hun partijen dienen als coalitiepartners in een nationale regering.